# Campionati mondiali di sci nordico 1974
I Campionati mondiali di sci nordico 1974, trentesima edizione della manifestazione, si svolsero dal 16 al 24 febbraio a Falun, in Svezia. Vennero assegnati dieci titoli e fu introdotta una variazione nel programma: la staffetta femminile 3x5 km venne sostituita dalla 4x5 km.

## Risultati

### Uomini

#### Combinata nordica
| Posizione | Atleta          | Nazione      | Punti  |
| --------- | --------------- | ------------ | ------ |
| 1         | Ulrich Wehling  | Germania Est | 421,14 |
| 2         | Günther Deckert | Germania Est | 420,28 |
| 3         | Stefan Hula     | Polonia      | 417,93 |
| 4         | Hans Hartleb    | Germania Est | 417,62 |
| 5         | Arne Bystøl     | Norvegia     | 404,84 |
| 6         | Rauno Miettinen | Finlandia    | 404,22 |

17-18 febbraio

Trampolino: Lugnet K70

Fondo: 15 km

#### Salto con gli sci

##### Trampolino normale
| Posizione | Atleta                | Nazione          | Punti |
| --------- | --------------------- | ---------------- | ----- |
| 1         | Hans-Georg Aschenbach | Germania Est     | 258,9 |
| 2         | Dietrich Kampf        | Germania Est     | 241,2 |
| 3         | Aleksej Borovitin     | Unione Sovietica | 239,3 |
| 4         | Walter Steiner        | Svizzera         | 239,1 |
| 5         | Bernd Eckstein        | Germania Est     | 238,1 |
| 6         | Tauno Käyhkö          | Finlandia        | 237,5 |

16 febbraio

Trampolino: Lugnet K70

##### Trampolino lungo
| Posizione | Atleta                | Nazione          | Punti |
| --------- | --------------------- | ---------------- | ----- |
| 1         | Hans-Georg Aschenbach | Germania Est     | 240,4 |
| 2         | Heinz Wossipiwo       | Germania Est     | 223,3 |
| 3         | Rudolf Höhnl          | Cecoslovacchia   | 217,1 |
| 4         | Aleksej Borovitin     | Unione Sovietica | 214,6 |
| 5         | Jouko Törmänen        | Finlandia        | 213,9 |
| 6         | Karel Kodejška        | Cecoslovacchia   | 213,7 |

23 febbraio

Trampolino: Lugnet K90

#### Sci di fondo

##### 15 km
| Posizione | Atleta          | Nazione          | Tempo    |
| --------- | --------------- | ---------------- | -------- |
| 1         | Magne Myrmo     | Norvegia         | 41:39,10 |
| 2         | Gerhard Grimmer | Germania Est     | 41.40,01 |
| 3         | Vasilij Ročev   | Unione Sovietica | 41:40,65 |
| 4         | Juha Mieto      | Finlandia        | 41:47,61 |
| 5         | Oddvar Brå      | Norvegia         | 42:08,31 |
| 6         | Ivar Formo      | Norvegia         | 42:10,49 |

19 febbraio

##### 30 km
| Posizione | Atleta            | Nazione          | Tempo      |
| --------- | ----------------- | ---------------- | ---------- |
| 1         | Thomas Magnusson  | Svezia           | 1:33:41,40 |
| 2         | Juha Mieto        | Finlandia        | 1:34:34,81 |
| 3         | Jan Staszel       | Polonia          | 1:34:56,49 |
| 4         | Ivan Garanin      | Unione Sovietica | 1:35:31,96 |
| 5         | Lars-Göran Åslund | Svezia           | 1:35:38,96 |
| 6         | Gerhard Grimmer   | Germania Est     | 1:35:49,94 |

17 febbraio

##### 50 km
| Posizione | Atleta            | Nazione          | Tempo      |
| --------- | ----------------- | ---------------- | ---------- |
| 1         | Gerhard Grimmer   | Germania Est     | 2:19:45,26 |
| 2         | Stanislav Henych  | Cecoslovacchia   | 2:21:35,50 |
| 3         | Thomas Magnusson  | Svezia           | 2:21:49,42 |
| 4         | Sven-Åke Lundbäck | Svezia           | 2:22:36,57 |
| 5         | Vasilij Ročev     | Unione Sovietica | 2:23:08,50 |
| 6         | Anatolij Birjukov | Unione Sovietica | 2:23:34,34 |

24 febbraio

##### Staffetta 4x10 km
| Posizione | Nazione          | Atleti                                                         | Tempo      |
| --------- | ---------------- | -------------------------------------------------------------- | ---------- |
| 1         | Germania Est     | Gerd Hessler Dieter Meinel Gerhard Grimmer Gert-Dietmar Klause | 2:03:15,85 |
| 2         | Unione Sovietica | Ivan Garanin Fëdor Simašëv Vasilij Ročev Jurij Skobov          | 2:03:26,31 |
| 3         | Norvegia         | Magne Myrmo Odd Martinsen Ivar Formo Oddvar Brå                | 2:03:46,03 |
| 4         | Finlandia        | Raimo Lehtinen Kalevi Laurila Osmo Karjalainen Juha Mieto      | 2:06:02,39 |
| 5         | Cecoslovacchia   | František Šimon Jiří Beran Ján Fajstavr Stanislav Henych       | 2:06:16,91 |
| 6         | Svizzera         | Alfred Kälin Albert Giger Edi Hauser Werner Geeser             | 2:06:41,14 |

21 febbraio

### Donne

#### Sci di fondo

##### 5 km
| Posizione | Atleta          | Nazione          | Tempo    |
| --------- | --------------- | ---------------- | -------- |
| 1         | Galina Kulakova | Unione Sovietica | 15:17,42 |
| 2         | Blanka Paulů    | Cecoslovacchia   | 15:19,15 |
| 3         | Raisa Smetanina | Unione Sovietica | 15:34,80 |
| 4         | Barbara Petzold | Germania Est     | 15:36,11 |
| 5         | Nina Fëdorova   | Unione Sovietica | 15:39,12 |
| 6         | Unni Fossen     | Norvegia         | 15:50,46 |

18 febbraio

##### 10 km
| Posizione | Atleta           | Nazione          | Tempo    |
| --------- | ---------------- | ---------------- | -------- |
| 1         | Galina Kulakova  | Unione Sovietica | 31:25,78 |
| 2         | Barbara Petzold  | Germania Est     | 31:50,55 |
| 3         | Helena Takalo    | Finlandia        | 31:59,54 |
| 4         | Blanka Paulů     | Cecoslovacchia   | 32:02,42 |
| 5         | Veronika Schmidt | Germania Est     | 32:30,26 |
| 6         | Berit Mørdre     | Norvegia         | 32:31,18 |

20 febbraio

##### Staffetta 4x5 km
| Posizione | Nazione          | Atlete                                                              | Tempo      |
| --------- | ---------------- | ------------------------------------------------------------------- | ---------- |
| 1         | Unione Sovietica | Nina Fëdorova Nina Ročeva Raisa Smetanina Galina Kulakova           | 1:02:57,39 |
| 2         | Germania Est     | Sigrun Krause Petra Hinze Barbara Petzold Veronika Schmidt          | 1:03:09,14 |
| 3         | Cecoslovacchia   | Alena Bartošová Gabriela Svobodová Miroslava Jaškovská Blanka Paulů | 1:03:52,57 |
| 4         | Finlandia        | Liisa Suikhonen Helena Takalo Marjatta Kajosmaa Hilkka Riihivuori   | 1:04:04,46 |
| 5         | Svezia           | Lena Carlzon Görel Partapuoli Gudrun Frojd Meeri Bödelid            | 1:05:08,40 |
| 6         | Norvegia         | Unni Fossen Katharina Mo Berge Aslaug Dahl Berit Mørdre             | 1:05:26,89 |

23 febbraio

## Medagliere per nazioni
| Posizione | Nazione          | Oro | Argento | Bronzo | Totale |
| --------- | ---------------- | --- | ------- | ------ | ------ |
| 1         | Germania Est     | 5   | 6       | 0      | 11     |
| 2         | Unione Sovietica | 3   | 1       | 3      | 7      |
| 3         | Norvegia         | 1   | 0       | 1      | 2      |
|           | Svezia           | 1   | 0       | 1      | 2      |
| 5         | Cecoslovacchia   | 0   | 2       | 2      | 4      |
| 6         | Finlandia        | 0   | 1       | 1      | 2      |
| 7         | Polonia          | 0   | 0       | 2      | 2      |